# Atrophaneura palu
Atrophaneura palu је врста инсекта из реда лептира (лат. Lepidoptera) и породице једрилаца (лат. Papilionidae). 

## Распрострањење
Ареал врсте је ограничен на једну државу. Индонезија је једино познато природно станиште врсте.

## Угроженост
Подаци о распрострањености ове врсте су недовољни.